# Yace jezik
Yace jezik (ISO 639-3: ekr; ekpari, iyace, yache, yatye), jezik benue-kongoanske skupine idomoid, kojim govori oko 50 000 ljudi (2002) u nigerijskoj državi Cross River (LGA Yala).
Leksički mu je najbliži jezik akpa [akf] s kojim čini podskupinu yatye-akpa. Ima dva dijalekta, alifokpa i ijiegu. Neki pripadnici etničke grupe Ekpari uz svoj jezik yace služe se i jezicima yala [yba], bekwarra [bkv], tiv [tiv] ili igede [ige].

## Vanjske poveznice
- Ethnologue (14th)
- Ethnologue (15th)
- The Yace Language